# Шахский дворец
Шахский дворец — здание в Одессе (Украина), на улице Гоголя, дом 2. Построенное в XIX веке в неоготическом стиле, является яркой достопримечательностью портового города.

## История
Дворец построен в 1851—1852 годах для шляхтича Зенона Бржозовского. Как отмечали ещё современники, он словно служил неким противовесом Воронцовскому дворцу, лежавшему на противоположной стороне Военной балки (ныне Военный спуск).
Бржозовские владели этим комплексом до 1910 года, а затем его владельцем стал граф Иосиф (Юзеф) Шенбек. В начале 70-х годов XIX века во дворце проживал Федор Алексеевич (Абрамович) Рафалович, глава знаменитого торгового дома «Федор Рафалович и К». С 1910 по 1920 год дворец арендовал шах Мухаммед Али, шахиншах Персии, благодаря которому дворец получил своё неофициальное название.
В советское время дворец, служебные постройки и дворовые сооружения использовались различными государственными учреждениями. К концу XX века дворец пришёл в ветхое состояние. В 2000 году архитектурно-реставрационным бюро Архпроект-МДМ был разработан проект реставрации дворца. Реставрация продолжалась с 2000 по 2004 год.

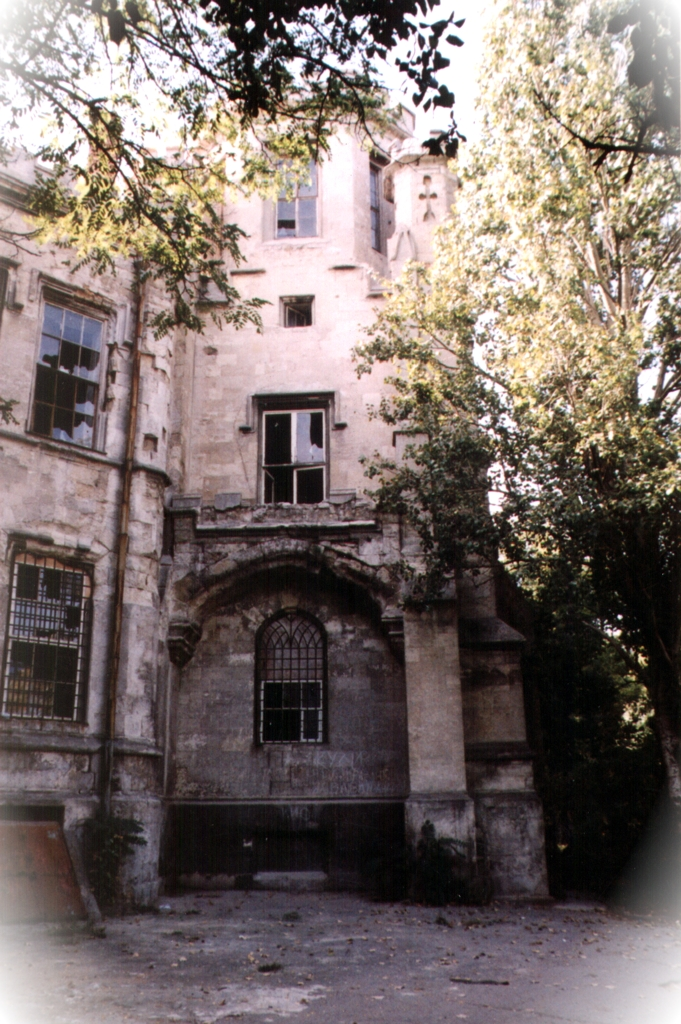
1999 год, до реставрации
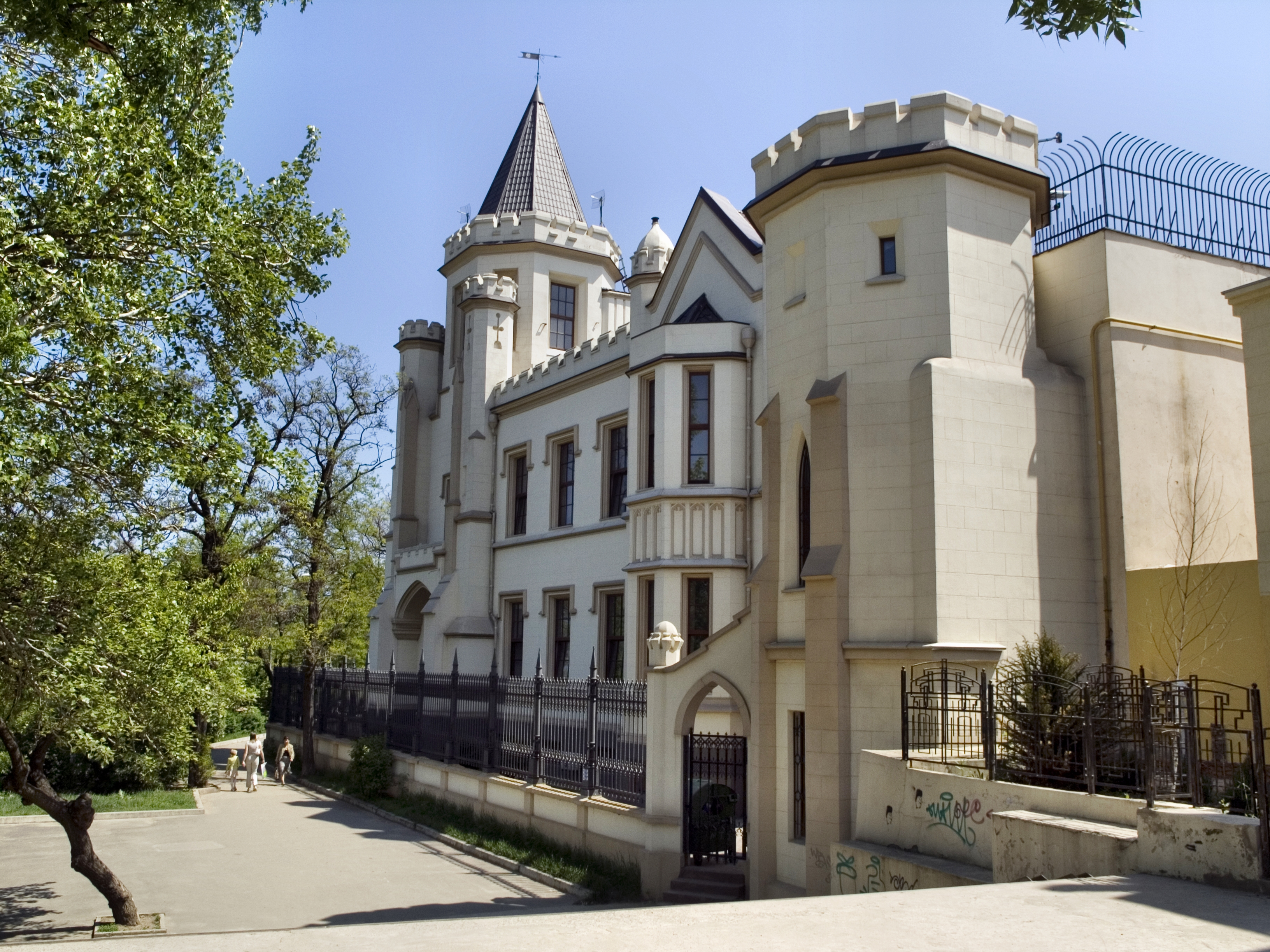
Современный вид
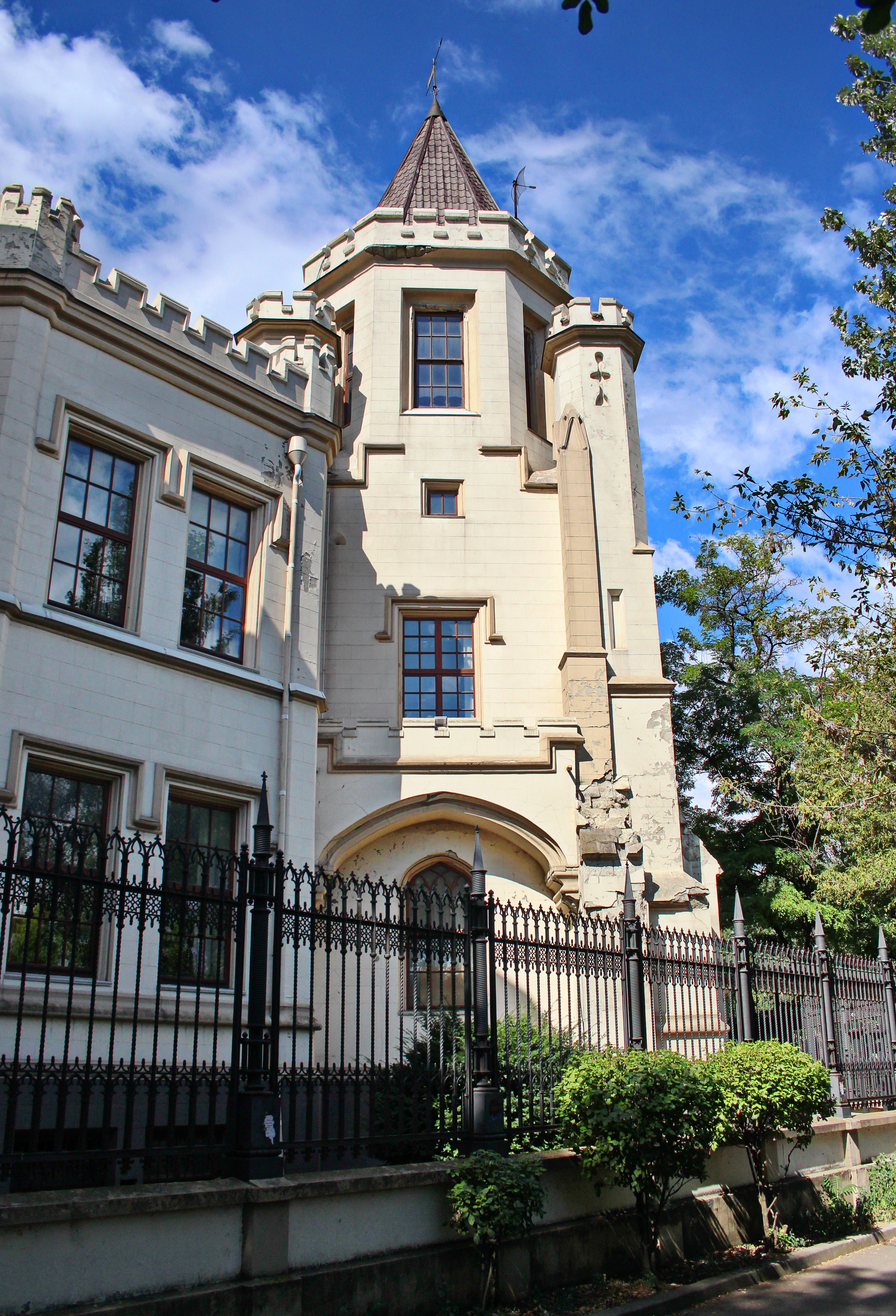
Современный вид

В начале XXI века в здании «Шахского дворца» расположился головной офис ОАО «Морской транспортный банк».